# Singapurische Eishockeynationalmannschaft der Frauen
Die Fraueneishockeynationalmannschaft Singapurs ist eine Auswahl singapurischer Spielerinnen, die von der Singapore Ice Hockey Association bestimmt werden, um das Land auf internationaler Ebene zu repräsentieren.

## Geschichte
Die Fraueneishockeynationalmannschaft Singapurs nahm erstmals beim IIHF Challenge Cup 2014 in Hongkong an einem internationalen Turnier teil. Nach einer Auftaktniederlage gegen Gastgeber Hongkong (1:7) am 26. Dezember 2013, dem ersten Länderspiel der Mannschaft überhaupt, erzielte man am folgenden Tag beim 7:6 n. V. gegen die Vereinigten Arabischen Emirate den ersten und bislang einzigen Sieg. Zum Turnierabschluss unterlagen die Spielerinnen Singapurs der Auswahl Thailands mit 1:6. Mit 2 Punkten belegte Singapur schließlich den dritten Platz beim IIHF Challenge Cup.

## Platzierungen

### Weltmeisterschaften
- 2024: 4. Platz Division IIIB
- 2025: 3. Platz Division IIIB